# 솜마롬바르도
솜마롬바르도(롬바르디아어: Suma)는 이탈리아, 롬바르디아주, 바레세도에 있는 도시이다. 1959년 6월 16일 대통령령으로 명예 도시 칭호를 받았다.

## 산업
항공사 네오스가 이 도시에 본사를 두고 있다.

## 역사
이 도시는 세스토 칼렌데를 지나 밀라노와 베르바노를 연결하는 로마 시대 도로에 전략적으로 위치해 있었다.
중세 시대에 이 도시는 이 지역의 중요한 정치 중심지였던 근처 아르사고 세프리오의 관할에 있었다.
솜마 주변 숲에서는 제2차 세계 대전 당시의 참호와 활주로 유적이 여전히 발견된다.

## 인물
- 주세피나 알리베르티 (1894–1982), 물의 방사능 측정 알리베르티-로베라 방법을 개발한 것으로 기억되는 지구물리학자
- 니콜로 스폰드라티, 교황 그레고리오 14세
- 발레리오 발레리, 인류학자[4]